# Roue Waroch
Le Roue Waroch est un événement culturel musical mêlant musique bretonne actuelle et les musiques du monde. Cette manifestation a lieu chaque année à Plescop dans le Morbihan au mois de février depuis 1996. Cette rencontre, qui est à l'initiative de l'association Petra Neue ("quoi d'neuf" en breton), réunit annuellement plusieurs centaines de musiciens amateurs et professionnels de la musique bretonne et de musique du monde.  
Il s'agit dans la démarche du Roue Waroch de révéler les nouveaux talents de la musique bretonne. Chaque année, le Roue Waroch accueille les grand noms de la musique bretonne actuelle et des musiques du monde tels que: Bonga, Féfé, Dhafer Youssef, Winston McAnuff & Fixi, Lindigo, Mayra Andrade, André Minvielle, Joao Selva, Karim Ziad, Delgrès, El Gato Negro, Besh O Drom, Régis Gizavo, Zebda...

## Historique

### Origine du nom du festival
Le Roi Waroch est un roi du pays de Vannes qui, entre 500 et 550, pris possession de ce territoire lors d'une incursion militaire violente. Il chassa les Francs avec l'aide des populations locales de Ploeren, Saint-Avé, Plescop, Mériadeg...

### Développement
Ce rassemblement de la jeunesse musicale traditionnelle bretonne connaît un succès grandissant : 120 musiciens en 1997 et 363 en 2004.